# Fachgruppe Sprengen

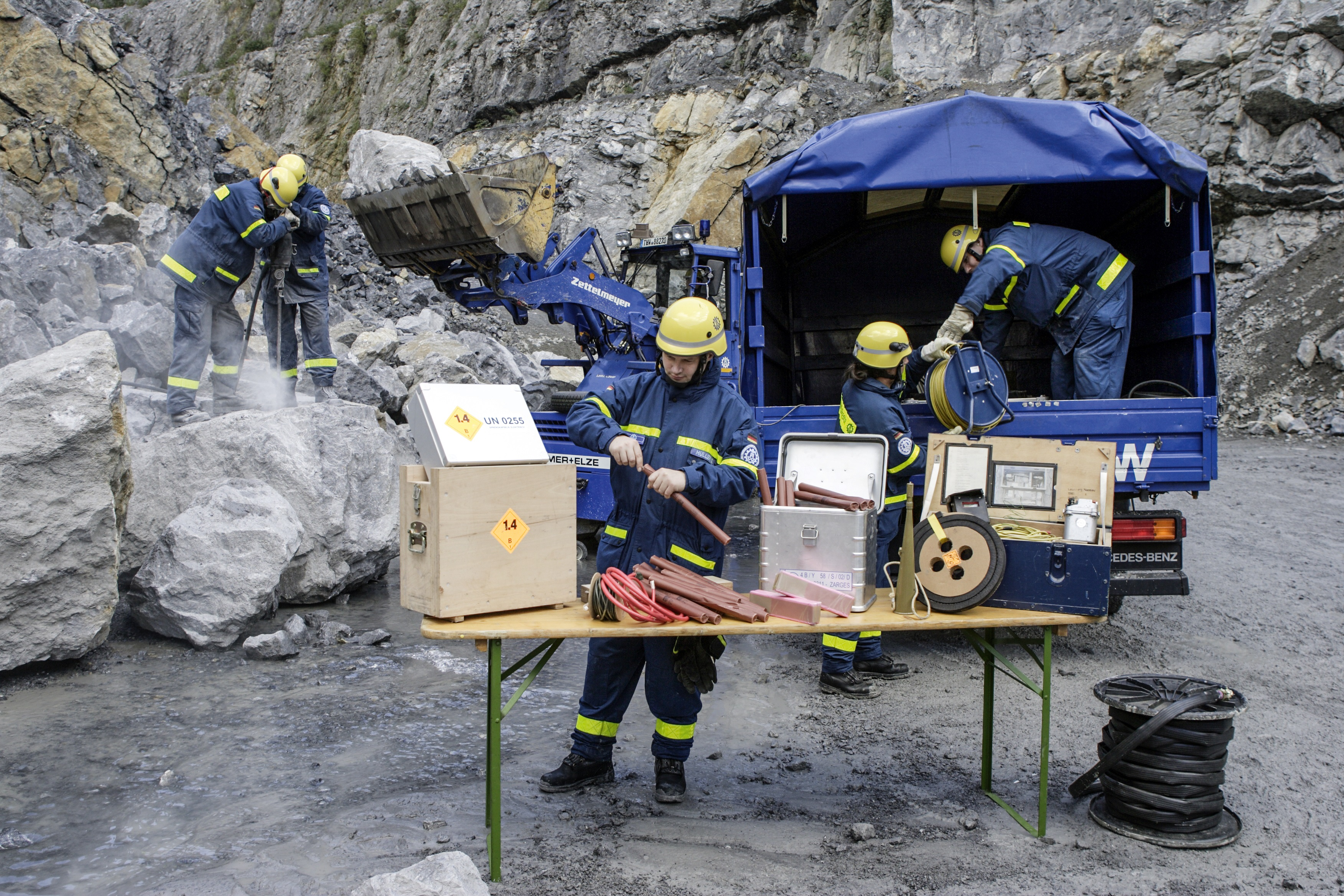
Helfer beim Vorbereiten einer Sprengladung

Die Fachgruppe Sprengen (FGr Sp) als Fachgruppe des THW übernimmt unter Einsatz der Sprengtechnik Aufgaben zur Rettung von Menschen und Tieren, zur Erhaltung bedeutender Sachwerte sowie zur Beseitigung von Gefahrenquellen. Im THW-Auslandseinsatz übernimmt sie Aufgaben aus ihrem gesamten Leistungsspektrum. Sie ist die einzige nichtmilitärische und nichtpolizeiliche Sprengkomponente in der Gefahrenabwehr.

## Aufgaben
- Sprengungen von Bauwerken und Bauwerksteilen bei Einsturzgefahr, zur Schaffung von Zugängen und Zuwegungen oder zur Beräumung von Trümmern.
- Öffnungssprengungen zur Schaffung von Zugängen und Öffnungen in Bauwerken z. B. zur Rettung von Personen oder als Rauchabzug / Brandherd-Zugang zur Unterstützung der Feuerwehr.
- Holzsprengungen zum Trennen / Beseitigen von Holzkonstruktionen, Bäumen, Ästen, Windbruch, zur Räumung von Verkehrswegen u. a. m.
- Sprengungen von Metallbauteilen zum Niederlegen und Trennen von Gittermasten, zum Trennen / Lösen von Stahlbauteilen, Schienen, Drahtseilen etc., zum Öffnen von Metall- und Druckbehältern.
- Gesteins- und Felssprengungen bei Erdrutsch, Felssturz oder -Gefahr, zur Materialgewinnung für den Bau von Behelfsstraßen /-wegen, Knäppersprengungen etc.
- Sprengungen am und im Wasser, insbesondere das Sprengen von Dämmen bzw. Deichen bei extremen Hochwasserlagen, Sprengungen von verkeiltem Treibgut vor Brücken und Einlässen, Unterwassersprengungen (in Zusammenarbeit mit ausgebildeten Berufstauchern).
- Eissprengungen zum Auflösen von Eisflächen vor Bauwerken und zur Beseitigung von aufgestautem Eis zur Abwehr von Überflutungen.
- Kultursprengungen im Natur- und Umweltschutz, zur Anlage von Feuchtbiotopen, Stubbensprengungen.
- Sonstige Sprengarbeiten wie Mastloch- und Grabensprengungen u. v. a. m.
- Pyrotechnik zur Schadensdarstellung bei Übungen.
- Im Auslandseinsatz können alle vorgenannten Aufgaben übernommen werden.

Bei der Beseitigung von Treibgut und gefährlichen Anschwemmungen bei Hochwasserlagen sowie Windbruchsprengungen kommt der Fachgruppe Sprengen die größte Bedeutung zu.

## Fahrzeuge/Ausstattung
- Mannschaftstransportwagen
- Anhänger mit Spezialaufbau (2 t)
- Geräte zum Bohren und Stemmen von Löchern und Spalten

## Personal/Stärke
Kurzform:
0/2/4/6
Funktions- und Helferübersicht:
- 1 Gruppenführer (Sprengberechtigter, Atemschutzgeräteträger / CBRN-Helfer)
- 1 Truppführer (Sprengberechtigter, Atemschutzgeräteträger / CBRN-Helfer)
- 4 Fachhelfer

In der Fachgruppe Sprengen werden durch die 4 Fachhelfer folgende Zusatzfunktionen besetzt (Doppel-Zusatzfunktionen notwendig, z. B.: Kraftfahrer und Sprechfunker):
- 1 Sprengberechtigter, Atemschutzgeräteträger / CBRN-Helfer
- 2 Atemschutzgeräteträger / CBRN-Helfer
- 2 Kraftfahrer BE / Sprechfunker
- 1 Sanitätshelfer
- 3 Sprenggehilfen

Bundesweit sind 44 Fachgruppen Sprengen aufgestellt.: